# Insitro
Insitro — американская частная биотехнологическая компания, применяющая технологии искусственного интеллекта для разработки лекарственных препаратов. Использует машинное обучение и анализ больших данных для ускорения всех этапов создания новых лекарств — от выявления биологических мишеней (биополимеры, с которым взаимодействует лекарственное вещество) до клинических исследований. Штаб-квартира расположена в Калифорнии. По состоянию на апрель 2024 года штат компании насчитывал 275 сотрудников.

## История и основание
Компания основана в 2018 году Дафной Коллер, специалистом в области компьютерных наук, искусственного интеллекта и вычислительной биологии. До основания Insitro Коллер была профессором информатики в Стэнфордском университете и сооснователем образовательной онлайн-платформы Coursera. Решение о создании Insitro было мотивировано стремлением применить передовые достижения в машинном обучении для решения фундаментальных проблем в разработке лекарств, таких как низкая эффективность и высокая стоимость традиционных методов.

## Технологии и подход
В основе подхода Insitro лежит интеграция массивов биологических данных, полученных из различных источников, включая генетические исследования, клеточные модели заболеваний и клинические данные пациентов. Компания использует автоматизированные лабораторные комплексы для создания высококачественных и масштабных наборов данных, которые затем анализируются с помощью проприетарных алгоритмов машинного обучения.
Ключевые компоненты технологической платформы Insitro включают:
- Клеточные модели заболеваний. Insitro создаёт и использует клеточные модели, имитирующие различные аспекты заболеваний человека, в том числе с применением технологий генной инженерии и на основе клеток пациентов. Для изучения бокового амиотрофического склероза (БАС), например, компания разработала коллекцию, включающую более 200 клеточных линий, представляющих генетическое разнообразие заболевания.
- Высокопроизводительная визуализация. Компания применяет методы высокопроизводительной микроскопии и обработки изображений для детального изучения клеточных процессов и выявления фенотипических изменений, связанных с заболеваниями. Эти данные используются для обучения моделей машинного обучения, способных распознавать тонкие различия и закономерности, незаметные при традиционном анализе[6].
- Оптический скрининг (скрининг в клетках человека). Insitro применяет технологию Pooled Optical Screening in Human cells[7] (POSH) для проведения масштабного генетического скрининга в человеческих клетках. POSH позволяет выявлять гены-мишени, модифицирующие клеточные фенотипы, связанные с заболеванием, и таким образом определять потенциальные точки приложения для терапевтического воздействия[8].

### Направления исследований
Insitro ведёт разработки в нескольких терапевтических областях, включая:
- Нейронаука. Фокус направлен на разработку методов лечения нейродегенеративных заболеваний, таких как боковой амиотрофический склероз (БАС) и фронто-темпоральная деменция. Партнёрство с Bristol Myers Squibb сосредоточено на поиске новых мишеней и лекарств для БАС.
- Метаболические заболевания. Исследования направлены на разработку препаратов для лечения метаболических нарушений, включая неалкогольную жировую болезнь печени (НАЖБП) и ожирение.
- Онкология. Компания ведёт исследования в области онкологических заболеваний в надежде выявить новые подходы к лечению рака.

## Сотрудничество и финансирование
Insitro активно сотрудничает с крупными фармацевтическими компаниями с целью ускорения разработки и коммерциализации новых лекарств. Партнёрство с Bristol Myers Squibb, начатое в 2020 году, является одним из ключевых примеров такого сотрудничества. В декабре 2024 года Insitro получила от Bristol Myers Squibb промежуточный платёж в размере 25 млн долларов США. Общий объём потенциальных выплат по соглашению может превысить 2 млрд долларов, не считая роялти от продаж.
По состоянию на 2024 год Insitro привлекла более 700 млн долларов инвестиций от различных инвесторов. В 2021 году компания объявила о привлечении 400 млн долларов.

## Достижения и перспективы
В 2024 году Insitro была включена в список «AI 50» как одна из наиболее перспективных частных компаний, использующих искусственный интеллект, и заняла 379-е место в рейтинге «Лучшие работодатели среди стартапов в Америке» по версии журнала Forbes.
В 2025 году Insitro заявила о стремлении применять разработанные ИИ-модели для оптимизации клинических исследований, делая их более эффективными и направленными на пациентов, которые с наибольшей вероятностью получат пользу от лечения. Компания планирует использовать свой подход для повышения вероятности успеха клинических испытаний и ускорения вывода новых лекарств на рынок.